# 마지막 황태자 영친왕
"마지막 황태자 영친왕"은 1970년 공개된 대한민국의 영화이다.

## 배역
- 최무룡
- 문희
- 방성자
- 김미영
- 허장강
- 문오장
- 김대룡
- 양훈
- 김순철
- 김정훈
- 김희라
- 장동휘

## 수상
- 1971년 제10회 대종상
  - 계몽영화상 - 우진필림
  - 남우조연상 - 최무룡
  - 각본상 - 김강윤
  - 우수계몽영화상영상 - 국제극장
  - 미술상 - 박석인
- 제17회 아시아영화제
  - 특별아동상 - 김정훈